# Asques (Tarn-et-Garonne)
Asques is een gemeente in het Franse departement Tarn-et-Garonne (regio Occitanie) en telt 128 inwoners (2005). De plaats maakt deel uit van het arrondissement Castelsarrasin.

## Geografie
De oppervlakte van Asques bedraagt 10,6 km², de bevolkingsdichtheid is 12,1 inwoners per km².
De onderstaande kaart toont de ligging van Asques (Tarn-et-Garonne) met de belangrijkste infrastructuur en aangrenzende gemeenten.

## Demografie
Onderstaande figuur toont het verloop van het inwonertal (bron: INSEE-tellingen).